# 長尾研究所
財団法人長尾研究所（ながおけんきゅじょ、Nagao Institute (NI)）は、1941年にわかもと製薬創業者の長尾欽弥の拠出により、菌類の収集・保存・分譲を目的として設立された研究所である。発酵研究所と並んで日本の代表的な株保存機関であった。

## 関係者
- 斎藤賢道
- 藪田貞治郎
- 小南清（1952年より所長）
- 小林義雄
- 椿啓介
- 曽根田正巳